# علي النهري
علي النهري هي إحدى القرى اللبنانية من قرى قضاء زحلة في محافظة البقاع.
تقع بلدة علي النهري في البقاع الأوسط، تبعد عن مدينة زحلة مركز القضاء حوالي 6 كلم. تعتبر هذه البلدة بموقعها صلة وصل لكافة المناطق المجاورة لها، تتبع علي النهري إدارياً لمدينة زحلة، تبعد عن بيروت 66 كلم وترتفع عن سطح البحر 960 م. تبلغ مساحتها حوالي 3540 دونماً. أما عدد سكانها فيبلغ حوالي 25000 نسمة (* عدد تقريبي نظراً لعدم وجود إحصاء رسمي) هذا العدد يتمثل بعدد المقيمين، مضافاً اليه العدد الكبير من أبناء البلدة الذين عادوا إليها ابان الحرب الاهلية حيث كان العديد منهم يقيم في بيروت.
يحد علي النهري من الشرق قرية ماسا ومن الغرب تمنين التحتا، شمالاً حوش الغنم والناصرية، وجنوباً رياق.

## جغرافياٌ
يحد علي النهري من الشرق قرية ماسا ومن الغرب تمنين التحتا، شمالاً حوش الغنم والناصرية، وجنوباً رياق.
يخترق البلدة نهر كبير يسمى حالا ترفده عدة ينابيع من الأراضي السورية، وهو يشطر البلدى شطرين:
_الشطر الشرقي: ويعتبر أساس تكوين البلدة ولا تزال هناك بعض الابنية القديمة العهد مبنية من التراب دلالة على تمركز القرية في القدم على ضفاف النهر.
_ الشطر الغربي: فهو أكثر حداثة عمرانياً حيث يتواجد فيه السوق التجاري الذي يشكل مركز جذب للذين ينوون اقامة أي مشروع تجاري، اما فيما يخص عمق البلدة فقد كانت تطغى عليه الأحياء السكنية ذات الطابع العائلي مثل: حي آل جمعة، حي آل المكحل، حي آل المذبوح، حي آل مهدي، حي آل الفقيه، حي آل فوعاني، حي آل البرجي. غير ان هذه الصفة العائلية للأحياء بدأت تنهار بفعل عوامل التغيير التي عمقتها الارتباطات الوثيقة بعلاقات المصاهرة بين العائلات الكبيرة والصغيرة.
تتزود البلدة بمياه الشفة من نبع يحفوفا والذي تنقل مياهه بواسطة انابيب وصولا إلى خزان موجود في بلدة رياق.

## تاريخ البلدة
يعود تكوين علي النهري إلى سنة 1523 م، حيث كانت تعرف باسم الاشرفية.
هذه التسمية التي كانت تتخذها جاءت نتيجة لتمركزها في التلال المشرفة على البلدة ومن ثم أصبحت تدعى”علي الزهري” نسبة لوجود ولي يدعى علي الزهري يوجد مقام له قرب النهر. ومن ثم تطورت التسمية لتصبح كما هي عليه الآن”علي النهري”.
مارس الأمير فخر الدين سياسة عسكرية قضت بتدمير القرى وتهجير السكان وذلك أثناء حروبه ضد الحرافشة حيث تأثرت البلدة بهذا الوضع، بسبب خضوعها أثناء تلك الفترة (سنة 1523 م) لسيطرة الحرافشة.
وفي المرحلة الممتدة من سنة 1566 حتى سنة 1596، عرفت البلدة حالة من التناقض السكاني حيث تفشى مرض الكوليرا وقضى على كامل السكان بأستثناء رجلين احدهما من آل “ملدان” وآخر من آل “عفانة.” (هذا ما رواه أحد كبار السن من آل ملدان نقلاً عن اجداده).
اما أهم العائلات التي انقرضت فهي: علي سمك، بغدادي، صوص.
في العام 1952 انتخب مختار للبلدة هو (علي محمود المكحل)بصفة رسمية ثم تلى ذلك انتخاب رئيس للبلدية وارتبطت علي النهري إدارياً بمدينة زحلة.
وفي رواية أخرى تقول بأن أول مختار عين في بلده على النهري في اواخر العهد العثماني هو المختار ملحم إبراهيم مهدي ولم تزل دارته موجوده حتى الآن في القرية. 

## تاريخ الوضع التربوي في البلدة
بدأ التعليم يأخذ شكله الأكاديمي في مرحلة الاربعينات حيث تأسست أول مدرسة خاصة سنة 1945 وهي مدرسة “الوحدة الوطنية”. وفي يومنا هذا يوجد في البلدة اربع مدارس خاصة تضم كافة المراحل، وأهمها مدرسة الامام الجواد التس تستوعب حوالي 2500 إلى 3000 طالب.
اما بالنسبة لثانوية علي النهري الرسمية، فقد انشات عام 1998 بمسعى من “لجنة انماء علي النهري” حيث أصبح أحد اعضاءها وهو الاستاذ قاسم الفوعاني أول مدير للثانوية الرسمية والسيد إبراهيم ملحم جمعة. وقبل إنشاء هذه الثانوية ظل طلاب البلدة يتابعون تحصيلهم الثانوي في مدينة زحلة حتى عام 1980 حين انشأت ثانوية رياق الرسمية. وقد ظلت ثانوية علي النهري فرعًا من ثانوية رياق الرسمية إلى ان صدر المرسوم رقم 8125 تاريخ 3/7/2002 الذي جعل الثانوية مستقلة عن ثانوية رياق.
وعندما باشرت الثانوية عملها لأول مرة، لم يكن لديها مبنى خاص، فشغلت اربع غرف في مبنى متوسطة علي النهري الرسمية، وكان عدد طلابها يبلغ فقط 55 طالبًا، ولكن بعد سنتين ازداد عدد الطلاب، فلم يعد المكان يتسع لهم، مما اضطر القيمون على الإدارة إلى طلب شخصي من السيد إبراهيم ملحم جمعة للتبرع بمبنى منزله لانشاء الثانوية. ثم استئجار المبنى لانه مناسب وأكثر اتساعًا إلى ان تم الانتقال إلى المبنى الجديد والحديث للثانوية منذ سنتين تقريبًا، مما جعل الطلاب الثانويون ينعمون بمبنى يحتوي على احدث التجهيزات والهندسات الملائمة للتعليم.
وتعتبر ثانوية علي النهري الرسمية أكبر ثانويات المنطقة، وهي تستقبل طلاب من كافة المناطق المجاورة والبعيدة منها نسبيًا. (رياق-حي الفيكاني-الناصرية-سرعين-رعيت-دير الغزال-كفرزبد-عين كفرزبد…)
ينتمي معظم طلاب الثانوية إلى الفئات الاجتماعية المتوسطة والفقيرة، مما يدلل على السمة الطبقية المميزة للمدرسة الرسمية، ليس فقط في البلدة، بل في أنحاء الوطن، لتبقى المدرسة الرسمية “مدرسة الفقراء” في مقابل المدارس الخاصة (مدارس “الاغنياء” و“البرجوازية”).
ويظهر لنا عبر إحصاءات المدرسة زيادة في عدد التلاميذ عامًا بعد عام، ويعود ذلك إلى النمو السكاني في البلدة كما في جوارها، حيث لا يقتصر طلاب الثانوية على أبناء البلدة فقط، وتعود الزيادة ايضًا إلى نسبة النجاح العالية في الشهادة المتوسطة، هذا مع العلم ان الإدارة احجمت عن فتح صفوف للاقتصاد والاجتماع وفرع العلوم العامة (الرياضيات) نظرًا لغياب الكادر التعليمي اللازم، مما يفسر العدد القليل للصفوف المستعملة، مع العلم انه يوجد 10 صفوف ما زالت مغلقة وليست قيد الاستعمال.
ويلاحظ عدم ثبات العدد الاجمالي للمعلمين على مر السنين، ويعود ذلك بالدرجة الأولى إلى نظام التعاقد بالساعات الذي يزيد الاساتذة كلما نقص عدد الساعات التعليمية المقررة لكل أستاذ.
من ناحية الكادر التعليمي، نلاحظ تنوعًا في الاساتذة من حيث الانتماء المناطقي، والطائفي والسياسي العقائدي؛ ورغم الصراع السياسي الذي مرّ به البلد في السنتين الأخيرتين، حافظ الاساتذة والنظّار وباقي الكادر التعليمي على علاقات أخوية وودية، رغم التباين في وجهة النظر، مما ألقى بظلال ايجابية على مجمل العملية التعليمية.